# 绿独子藤
绿独子藤（学名：Celastrus virens）为卫矛科南蛇藤属的植物，为中国的特有植物。分布于中国大陆的云南等地，生长于海拔1,000米的地区，多生于山谷丛林中，目前尚未由人工引种栽培。

## 异名
- Monocelastrus virens Wang et Tang